# Bulbophyllum erosipetalum
Bulbophyllum erosipetalum là một loài phong lan thuộc chi Bulbophyllum.